# Antonio Filangieri
Antonio Filangieri (San Sebastiano al Vesuvio, Nápoles, 27 de junio de 1752 - Villafranca del Bierzo, León, 24 de junio de 1808) fue un noble napolitano que sirvió en el ejército español.

## Biografía
Pretenecía a una de las principales familias de la nobleza italiana, de origen normando, que arraigó en buena parte del mezzogiorno italiano después de la segunda mitad del siglo XI, y que desempeñó un papel importante en la historia de los Reinos de Sicilia y de Nápoles.
Era hijo del Príncipe de Arianello, y hermano de Gaetano Filangieri, uno de los juristas y economistas italianos más famosos de la Ilustración europea.
Al comenzar la Guerra de la Independencia (1808) estaba vacante el puesto de Capitán General de Galicia, ya que en marzo de ese año había muerto en Oporto su titular, Francisco de Taranco y Llano, que estaba allí al mando de las fuerzas gallegas desplazadas en diciembre de 1807 (unos 10.000 soldados) y que ocupaban el norte de Portugal al servicio de Junot, en razón de la entonces vigente alianza franco-española (establecida en el Tratado de Fontainebleau).
Interinamente desempeñaba el cargo el mariscal de campo Franciso Biedma, que era visto con desconfianza por los patriotas (tanto civiles como militares). La guarnición de La Coruña había resultado muy mermada con el envío a Portugal de dichas fuerzas. La mayor parte de la oficialidad, sobre todo la del regimiento de Navarra, militaba en el bando patriota. Temeroso Biedma de un alzamiento popular, dictó una serie de medidas preventivas, muchas de las cuales irritaron aún más a la población.

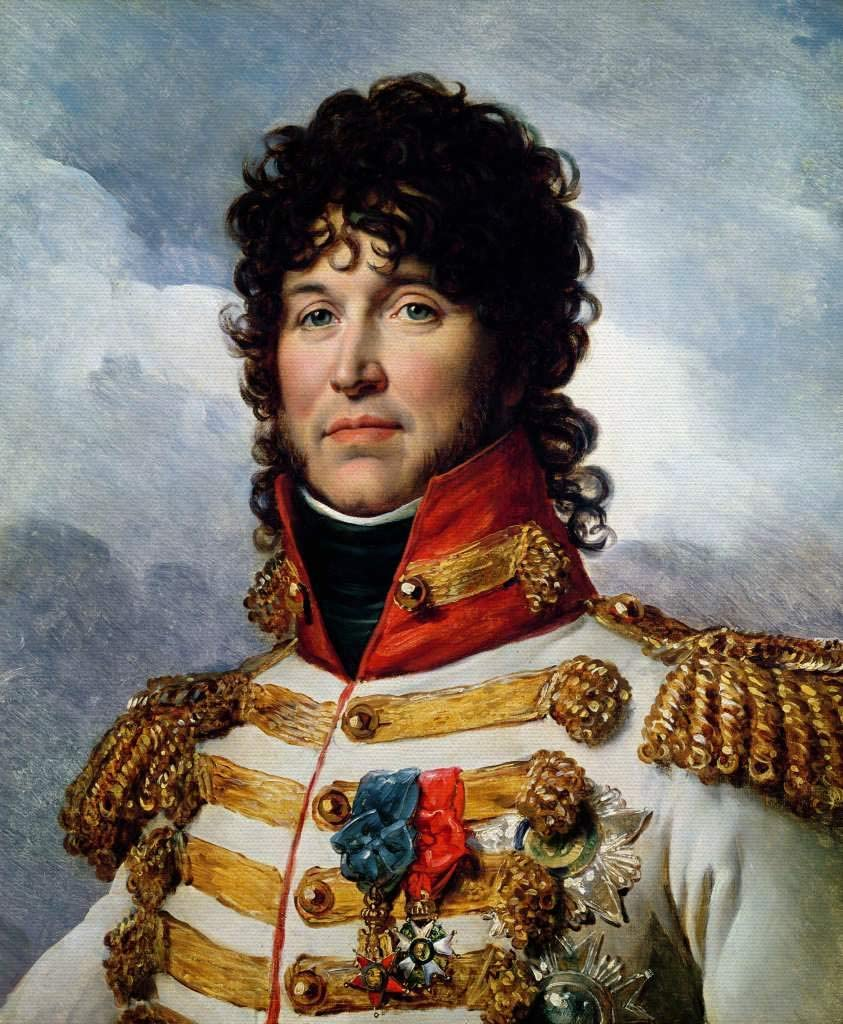
Joaquín Murat, Mariscal de Francia, Príncipe del Imperio, Gran Duque Berg, Rey de Nápoles en 1808. Retrato c. 1808.

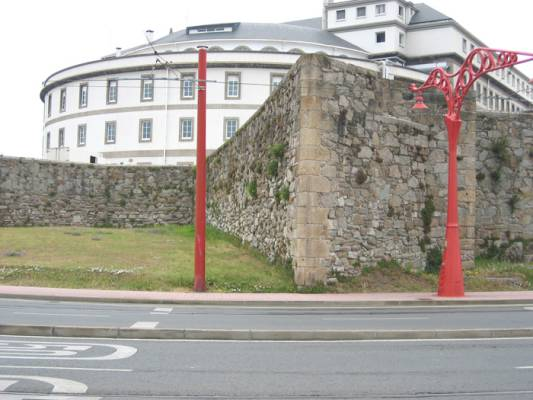
Restos de las murallas de La Coruña.

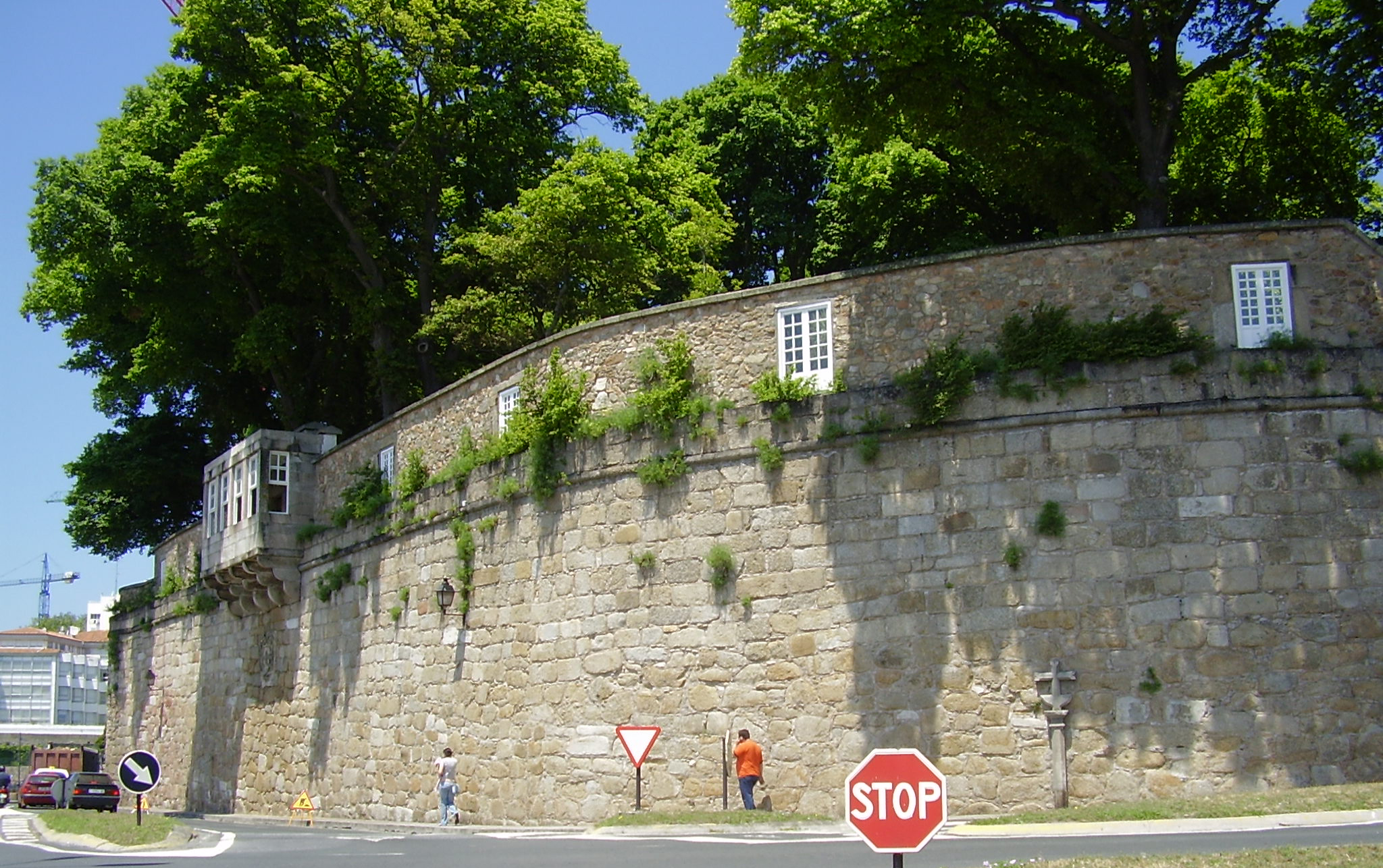
Muralla del baluarte conocido como la Fortaleza Vieja, que es el actual Jardín de San Carlos.

El gobierno de Madrid, la titulada Junta Central, estaba presidida por el mariscal de Francia Joaquín Murat, cuñado de Napoleón. Murat, después de los disturbios del 2 de mayo y la represión consiguiente, forzó a la Junta Central para que lo reconociese como su presidente, lo que sus miembros aceptaron con única protesta del ministro de Marina, el pontevedrés Francisco Gil de Taboada y Lemos. El gobernante de facto de España seguía con especial interés los sucesos de La Coruña, por ser esta ciudad la principal plaza militar del norte de España. Tratando de combinar la diplomacia con el rigor, decidió enviar a Galicia como Capitán General a una persona de su entera confianza y que, al propio tiempo, no despertara los recelos de los patriotas: Antonio Filangieri, que ya llevaba muchos años prestando servicio en el ejército español. Murat tenía un gran afecto por Carlo Filangieri, hijo de Gaetano (y sobrino de Antonio), que era oficial del ejército francés y había combatido bajo sus órdenes en las batallas de Ulm y de Austerlitz y que, en aquel momento, era el jefe de la guardia personal del rey José I Bonaparte en Nápoles. A su vez, Carlo tenía gran devoción por Antonio, que había sido su tutor a la muerte de su padre, en 1788. Antonio había hecho entonces un viaje a Nápoles para llevarse con él a España a sus sobrinos huérfanos, pero las nuevas leyes españolas, que prohibían la entrada en España de nacionales napolitanos, lo impidió; Carlo, frustrado en sus deseos de ir a España con su tío, fue a Francia, donde ingresó en la Academia Militar.
Filangieri, el nuevo Capitán General de Galicia enviado por Murat, tenía la difícil misión de apaciguar con medidas diplomáticas a los patriotas, a la vez que les cortaba el posible brazo armado de la rebelión, el regimiento de Navarra, que fue trasladado a Ferrol. Pero la situación se agravaba día a día y, cuando estalló el alzamiento, el 30 de mayo, festividad de San Fernando, el nuevo capitán general, viendo que era incapaz de contenerlo, se refugió en el convento de Santo Domingo, próximo a la Capitanía, dejando al mariscal de campo Antonio Alcedo la tarea de entenderse con los amotinados, alentados por Sinforiano López y otros liberales.
Organizada la Junta Suprema del Reino de Galicia para la defensa del país, una de sus primeras actividades fue la de poner en pie de guerra un ejército de 40.000 hombres, el mejor equipado y disciplinado de todo el norte y centro de España, bajo el mando del capitán general Antonio Filangieri, que estableció o su cuartel general en Villafranca del Bierzo, ya en el reino de León, mientras que las avanzadillas vigilaban los puertos del Manzanal y Foncebadón, que comunican el valle del Bierzo con la meseta leonesa.
Y en Villafranca se produjo la tragedia que puso fin a la vida de Filangieri. El historiador inglés Napier, que había acompañado a las fuerzas expedicionarias de Sir John Moore, cree que Filangieri dimitió en Villafranca de su cargo por enfermedad, mientras que el historiador gallego Benito Vicetto afirma que fue destituido por la Junta Suprema de Galicia. Cualquiera que fuese la razón, apenas cesado de su cargo fue asesinado por unos soldados indisciplinados. Napier dice que estos soldados eran del regimiento de Voluntarios de La Coruña, pero según Vicetto serían del regimiento de Navarra, que tratarían de vengar viejos agravios. Aunque cabe sospechar, conocidas las relaciones que Filangieri y su familia mantenían con Murat y con José Bonaparte, ya rey de España, que su muerte no fue obra simplemente de unos soldados indisciplinados, sino que formaría parte de un plan más complejo cuya iniciativa procedía de más arriba, como lo sugiere, además, el hecho de que poco antes fuese destituido, o forzado a presentar su dimisión.